# Kappengibbon
Der Kappengibbon (Hylobates pileatus) ist eine Primatenart aus der Familie der Gibbons (Hylobatidae). 

## Merkmale
Kappengibbons sind relativ kleine Tiere, die rund 50 bis 60 Zentimeter groß werden und ungefähr 5 bis 6,5 Kilogramm wiegen. Männliche und weibliche Kappengibbons haben sehr unterschiedliche Fellfarben, weshalb sie von frühen Forschern als eigene Arten beschrieben wurden. Ausgewachsene Männchen sind fast komplett schwarz mit Ausnahme eines weißlichen Gesichtsringes (manchmal jedoch nur ein weißes Augenbrauenband oder ein paar lange, gräuliche Fransen an den Schläfen). Die Hände, die Füße und das Genitalbüschel sind weiß. Weibchen und Jungtiere sind silbrig-grau oder gelbbraun mit einer schwarzen Kappe auf dem Kopf, schwarzen Wangen, einer schwarzen Brust (mit dem Alter dehnt sich die schwarze Färbung auf die Innenseiten der Gliedmaßen aus) und einem weißen Gesichtsring. Das Kopfhaar ist jedoch bei beiden Geschlechtern fächerartig nach hinten gerichtet.

## Verbreitung und Lebensraum

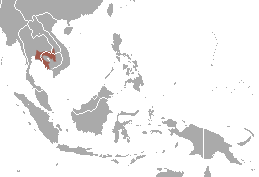
Verbreitungskarte

Das Verbreitungsgebiet der Kappengibbons erstreckt sich über das südöstliche Thailand, das westliche Kambodscha und den äußersten Südwesten von Laos, der Mekong bildet die Ostgrenze. Wahrscheinlich kamen sie früher auch in Südvietnam vor.
Kappengibbons sind Bewohner feuchter, saisonaler, immergrüner Mischlaubwälder in Höhen von bis zu 1200 m in Thailand und 1500 m in Kambodscha.

## Lebensweise und Fortpflanzung

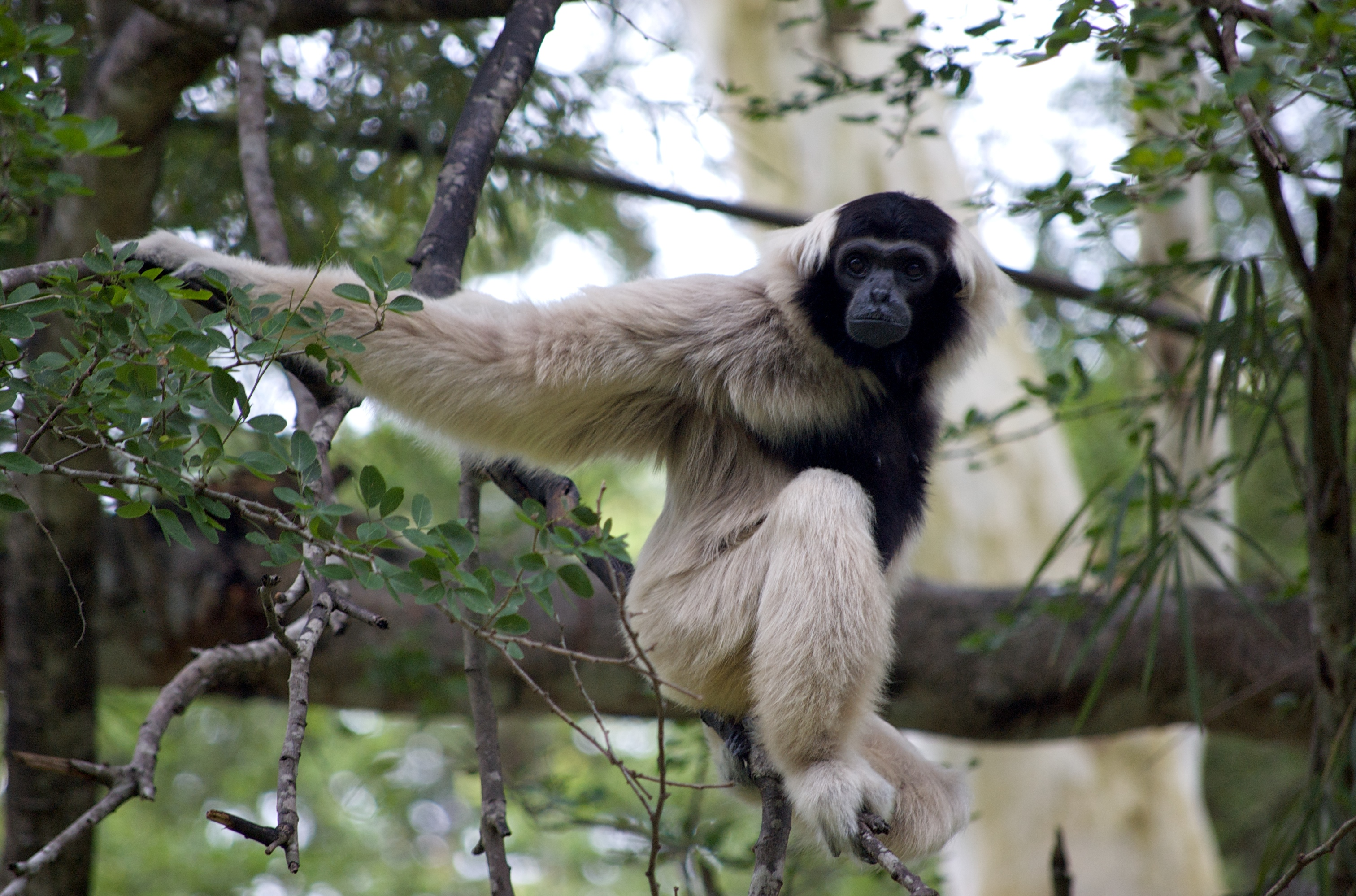
Weiblicher Kappengibbon

Der Kappengibbon ist tagaktiver Baumbewohner. Die Gruppen verbringen die meiste Zeit des Tages mit Ausruhen. Sie schlafen durchschnittlich 16 Stunden am Tag. Der Kappengibbon ist scheuer und schwerer zu entdecken als der Weißhandgibbon.
Kappengibbons leben überwiegend monogam, aber auch polygame Gruppen in der Hybridzone mit dem Weißhandgibbon im Khao Yai-Nationalpark in Thailand wurden nachgewiesen. Reviere sind 15 bis 50 ha. groß. Männliche Kappengibbons sind anders als andere Gibbonarten hauptsächlich für die Verteidigung des Reviers und das Führen der Gruppe zuständig. Gemischte Gruppen mit Kappen- und Weißhandgibbons mit zwei adulten Weibchen sind in Thailand beobachtet worden. Die durchschnittliche Größe einer Gruppe in Thailand beträgt vier Individuen. Die Populationsdichte in Thailand ist mit durchschnittlich einer Gruppe pro km2 generell niedrig und nur in abgelegenen Bergregionen höher. In den Kardamombergen in Kambodscha leben eine bis zwei Gruppen pro km2. Angaben zur Populationsdichte in Laos sind nicht bekannt.
Der Speiseplan des Kappengibbons ist dem des Weißhandgibbons sehr ähnlich. Es werden Früchte (71 %), Blumen (15 %), junge Triebe (2 %) und junge Blätter und Insekten gefressen.
Säuglinge sind cremefarben, bis sie mit einem Jahr silbrig-gelbbraunes Fell bekommen. In der Pubertät wechselt das Fell der Männchen in die männchentypische Fellfärbung. Die Geschlechtsreife mit sechs bis acht Jahren ein. Die Lebenserwartung beträgt bis zu 39 Jahre.
Hybridisierung zwischen dem Kappengibbon und dem Weißhandgibbon kommt an den Oberläufen des Takhong Rivers über 120 km nordöstlich von Bangkok vor. Diese Hybride waren früher in Zoos recht häufig. Sie sind bei der Geburt hell gefärbt und werden im Alter dunkler. Unter den 61 Gibbongruppen in der Hybridzone mindestens 18 umfassten Hybride auch zurückgekreuzte Tiere waren darunter. Der Mensch hat jedoch einen großen Teil der 120 km langen Hybridzone vor allem durch die Anlegung von Reisfeldern zerstört. Die Gesänge der Hybride beinhalten Elemente verschiedener Gibbonarten. In bestimmten Eigenschaften ähnelt der Gesang der männlichen Hybriden dem des Schwarzhandgibbons (H. agilis). Er enthält außerdem dreiteilige Elemente, die nicht in den Gesängen der Eltern vorhanden sind, sodass die Gesänge der Hybride nicht durch einfache Kombination der der Eltern entstanden sein können. Die Rufe der weiblichen Hybride gleichen denen des Silbergibbons (H. moloch).
Daneben ist ein männlicher Hybrid mit dem Westlichen Schopfgibbon (Nomascus concolor) nachgewiesen worden.

## Bedrohung
Der Kappengibbon wird von der IUCN als „endangered“ (stark gefährdet) klassifiziert. Er ist durch den fortschreitenden Lebensraumverlust durch Lebensraumzerstückelung und -zerstörung gefährdet. Viele Populationen sind in kleinen Regionen in Bergwäldern isoliert. Gelegentlich wird die Art für den menschlichen Verzehr gejagt. Viele Populationen in Kambodscha leben nicht in Naturschutzgebieten und sind durch Rodungen, Landwirtschaft, Wasserkraftwerke und neue menschliche Siedlungen in Gefahr. In Thailand kommen alle übriggebliebene Populationen in Naturschutzgebieten vor, aber die Jagd in diesen Gebieten ist immer noch nicht unter Kontrolle. Der Kappengibbon ist insgesamt in 25 Naturschutzgebieten vertreten. 2005 lebten mehr 35.000 Individuen in Kambodscha und 13.000 bis 14.000 in Thailand. In Kambodscha sind die Kardomamberge mit 20.000 Tieren das wichtigste Gebiet. In Thailand kommen 12.000 Exemplare in vier vorerst geschützten Gebieten und 1000 bis 2000 in 15 stark zersplitterten Naturschutzgebieten vor. Zahlen für Laos sind nicht bekannt, sind aber vermutlich niedriger wegen des kleinen Verbreitungsgebietes in dem Land.

## Belege
1. ↑  Kappengibbon auf der Website der Zoo Zürich AG.
2. ↑  International Zoo Yearbook 1970, S. 257.